# NGC 5012
NGC 5012 је спирална галаксија у сазвежђу Береникина коса која се налази на NGC листи објеката дубоког неба.
Деклинација објекта је + 22° 54' 53" а ректасцензија 13h 11m 36,7s. Привидна величина (магнитуда) објекта NGC 5012 износи 12,3 а фотографска магнитуда 13,0. Налази се на удаљености од 39,750 милиона парсека од Сунца. NGC 5012 је још познат и под ознакама UGC 8270, MCG 4-31-12, CGCG 130-16, KUG 1309+231, IRAS 13091+2310, PGC 45795.